# Kielschubhagedissen
Kielschubhagedissen (Ichnotropis) zijn een geslacht van hagedissen uit de familie echte hagedissen (Lacertidae).

## Naam en indeling
De wetenschappelijke naam van de groep werd voor het eerst voorgesteld door Wilhelm Peters in 1854. De soort Meroles squamulosus werd vroeger ook tot de kielschubhagedissen gerekend.

## Uiterlijke kenmerken
De huidskleur is meestal bruin, met vlekken of strepen, ook oogvlekken komen voor. Een aantal soorten heeft een rode flankstreep. De Kaapse kielschubhagedis heeft erg bonte kleuren en draagt felrode en gele strepen aan de flanken. De buikzijde en de keel zijn lichter tot wit, de keel van mannetjes kan in de paartijd helder geel zijn.
De verschillende soorten hebben geen plooi in de hals zoals veel andere echte hagedissen. De schubben op de kop zijn gekield en hebben daardoor een ruw uiterlijk. De oogleden zijn beweeglijk en hebben geen doorzichtige schubben.
De schubben op de rug dragen kleine, scherpe stekeltjes die naar achteren wijzen. De lichaamslengte bedraagt meestal ongeveer vijf tot zeven centimeter exclusief de staart. De staart is meestal langer dan het lichaam.

## Verspreiding en habitat
Alle soorten komen voor in delen van Afrika en leven in de landen Angola, Botswana, Congo-Kinshasa, Gabon, Malawi, Mozambique, Namibië, Tanzania, Zambia, Zimbabwe en Zuid-Afrika.
De habitat bestaat uit zeer droge streken waar weinig bomen of grassen groeien. De bodem bestaat uit zand waar de dieren holen in graven, meestal tussen plantenwortels.

## Levenswijze
Kielschubhagedissen zijn zeer snel en kunnen behendig zigzaggend wegrennen. De vrouwtjes zetten drie tot twaalf eieren af in de bodem. Hiertoe wordt een nest gegraven van ongeveer tien centimeter diep. Na het afzetten van de eieren worden ze met zand begraven. Er kunnen meerdere legsels per seizoen worden geproduceerd.
Alle soorten zijn overdag actief en zijn bodembewonend. Het voedsel bestaat uit insecten zoals kevers en sprinkhanen. Hoofdzakelijk worden echter termieten buitgemaakt.

## Beschermingsstatus
Door de internationale natuurbeschermingsorganisatie IUCN is aan twee soorten een beschermingsstatus toegewezen. Beide soorten hebben de status 'onzeker' (Data Deficient of DD).

## Tabel
Het geslacht omvat de volgende soorten, met de auteur en het verspreidingsgebied.
| Naam                                           | Auteur          | Verspreidingsgebied                                                                          |
| ---------------------------------------------- | --------------- | -------------------------------------------------------------------------------------------- |
| Ichnotropis bivittata                          | Bocage, 1866    | Angola, Congo-Kinshasa, Gabon, Malawi, Tanzania, Zambia                                      |
| Kaapse kielschubhagedis (Ichnotropis capensis) | Smith, 1838     | Angola, Botswana, Congo-Kinshasa, Malawi, Mozambique, Namibië, Zambia, Zimbabwe, Zuid-Afrika |
| Ichnotropis chapini                            | Schmidt, 1919   | Congo-Kinshasa                                                                               |
| Ichnotropis grandiceps                         | Broadley, 1967  | Botswana, Namibië, Zambia                                                                    |
| Ichnotropis microlepidota                      | Marx, 1956      | Angola                                                                                       |
| Ichnotropis tanganicana                        | Boulenger, 1917 | Tanzania                                                                                     |